# Abel Tamata
Abel Tamata (Bergen op Zoom, 5 december 1990) is een voormalig Nederlands-Congolees voetballer die doorgaans als verdediger speelde. Tamata kwam in 2015 één keer uit voor het voetbalelftal van Congo-Kinshasa.

## Persoonlijk
Tamata heeft een Nederlandse moeder en een Congolese vader. Zijn vader kwam als asielzoeker naar Nederland, samen met een halfbroer en een neef van Tamata. Hij droeg zijn vaders volledige achternaam 'Tezzy Tamata' op de achterkant van zijn wedstrijdshirt. Tamata's moeder heeft een dochter die gehuwd is met rapper Ali B, die tevens zijn zaakwaarnemer was. Zijn vader werkte als taxichauffeur en is lid van de Jehova's getuigen, Tamata zelf niet. Tamata zat vier jaar op scholengemeenschap 't Rijks in Bergen op Zoom en in 2009 slaagde hij voor het vwo aan het Pleincollege Sint-Joris in Eindhoven. Hij woonde twee jaar bij een oom en tante in Eindhoven, toen hij net in de jeugd bij PSV gekomen was.

## Clubcarrière

### PSV
Tamata begon met voetballen bij SV DOSKO in Bergen op Zoom. Hij werd op elfjarige leeftijd gescout door NAC Breda, waar hij tot 2007 in de jeugdopleiding speelde. Hierna stapte hij over naar de jeugdopleiding van PSV. Hij maakte op 16 december 2010 onder trainer Fred Rutten zijn debuut in het eerste elftal van PSV, in een thuiswedstrijd in de UEFA Europa League tegen Metalist Charkov. Hij begon in de basis, als rechtsback. Verder speelde hij in dat seizoen ook in de Europa League tegen Glasgow Rangers. Hij stond ook in de basis in de tweede wedstrijd van de kwartfinale van de Europa League tegen Benfica. Hij maakte zijn competitiedebuut op 17 april 2011, uit tegen Heracles Almelo.
Vanaf het seizoen 2011/12 maakte Tamata definitief deel uit van de PSV-selectie. Na een langdurige blessure van Erik Pieters leek het erop dat Tamata een basisplaats zou opeisen, maar tijdens een competitieduel met FC Twente op 29 oktober brak Tamata zijn kuitbeen. Deze breuk moest operatief gezet worden en Tamata kon de rest van het seizoen niet meer in actie komen. Jetro Willems was zijn vervanger.

### Roda JC
Aangezien Willems zich sterk had ontwikkeld in afwezigheid van Tamata en ook Pieters nog bij de club speelde was het uitzicht op speeltijd voor Tamata in het seizoen 2012/13 klein. Om hem meer ervaring op te laten doen verhuurde PSV hem daarom aan het begin van het seizoen aan Roda JC In september 2012 verlengde hij zijn contract bij PSV met twee jaar tot 2015. Tamata speelde dat seizoen 22 wedstrijden voor Roda JC.

### PSV
In het seizoen 2013/14 keerde Tamata terug bij PSV. Hij speelde dat seizoen acht wedstrijden in het eerste elftal en negentien wedstrijden in Jong PSV. In de zomer van 2014 gaf PSV Tamata te kennen dat hij, ondanks een nog een jaar doorlopend contract, naar een andere club moest uitkijken. In de voorbereiding maakte hij, als vervanger van de geblesseerde Jetro Willems, voldoende indruk, waarop hoofdtrainer Phillip Cocu aangaf dat hij bij de selectie zou blijven. Hij speelde dat seizoen nog 8 wedstrijden voor PSV, waarna de club zijn contract in maart formeel opzegde. Hierna werd zijn naam genoemd bij onder andere Willem II, FC Twente, SC Cambuur, N.E.C. en de Italiaanse promovendus Empoli FC.

### FC Groningen
Op 30 juni 2015 verruilde Tamata PSV transfervrij voor FC Groningen. Hij tekende een contract voor twee jaar, met een optie voor nog een seizoen. Onder trainer Erwin van de Looi in zijn eerste seizoen voor Groningen kwam Tamata tot vijftien wedstrijden. In zijn tweede seizoen kreeg hij Ernest Faber, zijn oud-trainer bij PSV, als coach. Nadat bleek dat hij onder Faber niet hoefde te rekenen op een basisplaats kwamen de speler en de club op 31 augustus 2016 overeen het nog één jaar doorlopende contract te ontbinden.

### ADO Den Haag
Op 17 januari 2017 mocht Tamata op proef komen bij ADO Den Haag. Na twee weken proef en een oefenduel besloot de club hem op 31 januari 2017, de dag van het sluiten van de transfermarkt, vast te leggen voor de rest van het seizoen. Hier kon hij echter geen indruk maken. Na een half seizoen, waarin hij slechts twee wedstrijden speelde voor de beloften, vertrok hij weer uit Den Haag.
Tamata maakte in februari 2018 bekend dat hij stopte met betaald voetbal en zich ging richten op een studie sportmanagement.

## Clubstatistieken
| Seizoen | Club     | Competitie     | Duels | Goals |
| ------- | -------- | -------------- | ----- | ----- |
| 2013/14 | Jong PSV | Eerste divisie | 19    | 0     |
| 2014/15 | Jong PSV | Eerste divisie | 11    | 0     |
| Totaal  | Totaal   | Totaal         | 30    | 0     |

| Seizoen | Club              | Competitie | Duels | Goals |
| ------- | ----------------- | ---------- | ----- | ----- |
| 2010/11 | PSV               | Eredivisie | 3     | 0     |
| 2011/12 | PSV               | Eredivisie | 9     | 0     |
| 2012/13 | →Roda JC Kerkrade | Eredivisie | 22    | 0     |
| 2013/14 | PSV               | Eredivisie | 8     | 0     |
| 2014/15 | PSV               | Eredivisie | 8     | 0     |
| 2015/16 | FC Groningen      | Eredivisie | 15    | 0     |
| 2016/17 | ADO Den Haag      | Eredivisie | 0     | 0     |
| Totaal  | Totaal            | Totaal     | 65    | 0     |

## Internationale carrière
Tijdens zijn jeugd werd Tamata meermaals opgeroepen voor vertegenwoordigende elftallen van Nederland.
In 2015 vroeg de voetbalbond van Democratische Republiek Congo of Tamata voor het voetbalelftal van Congo-Kinshasa wilde uitkomen. Tamata stemde hier, evenals de Nederlands-Congolese aanvallers Jody Lukoki en Jordan Botaka, mee in. In maart 2015 kregen Lukoki en Tamata een uitnodiging voor een trainingskamp in Dubai. Op 31 maart maakte hij zijn debuut tijdens een vriendschappelijke interland tegen Irak. Omdat dit een vriendschappelijk duel was stond het hem nog steeds vrij uit te komen voor het Nederlands voetbalelftal.

## Erelijst
| Kampioen Eredivisie | 1x | 2014/15 |
| KNVB beker          | 1x | 2011/12 |